# Де Врез, Лауренс
Лауренс Де Врез (нидерл. Laurens De Vreese, род. 29 сентября 1988 в Генте, Бельгия) — бельгийский профессиональный шоссейный велогонщик, выступающий c 2015 года за команду мирового тура «Astana Pro Team». Чемпион Бельгии среди молодёжи в групповой гонке (2010).

## Карьера
Начал выступать как профессионал с сезона 2011 года, когда после победы в групповой гонке среди андеров на Чемпионате Бельгии 2010 года, его заметили и пригласили в бельгийскую проконтинентальную команду «Topsport Vlaanderen-Mercator».
В её составе, в 2012 году, первенствовал в бойцовской классификации Энеко Тур, через год повторив это достижение. На Льеж — Бастонь — Льеж 2012 попал в число дисквалифицированных спортсменов за срезание маршрута гонки. 
Сезон 2014 года Де Врез начал в бельгийской команде «Wanty-Groupe Gobert». В августе 2014 года было объявлено о переходе Лауренса в Astana Pro Team, выступающую в мировом туре. 
В августе 2017 года впервые стартовал на гранд-туре — Вуэльте Испании, завершив гонку на 122-й позиции.

## Достижения
1-й Омлоп Хет Ниувсблад U23
2-й Флеш Арденнаиз
2010
Чемпионат Бельгии
1-й  Групповая гонка U23
2-й Омлоп Хет Ниувсблад U23
3-й Флеш Арденнаиз
10-й Гран-при Гела
2011
5-й Халле — Ингойгем
10-й Тур Валлонии-Пикардии
1-й  Горная классификация
2012
Энеко Тур
1-й  Бойцовская классификация
2-й Париж — Тур
2013
Энеко Тур
1-й  Бойцовская классификация
Тур Бельгии
1-й  Бойцовская классификация
6-й Тур де Еврометрополь
9-й Бенш — Шиме — Бенш
9-й Гран-при Аргау
10-й Тур Кёльна
10-й Кубок Бернокки
2014
3-й Гойксе Пейл
8-й Гран-при Ефа Схеренса
2016
8-й Тур Дании

## Статистика выступлений

### Гранд-туры
| Гонка           | 2017 |
| --------------- | ---- |
| Джиро д'Италия  | —    |
| Тур де Франс    | —    |
| Вуэльта Испании | 122  |

| — | Не участвовал |